# سياسة بالبيانات الصحفية
يشير مصطلح السياسة بالبيانات الصحفية إلى محاولة التأثير في السياسات العامة عن طريق البيانات الصحفية التي تنبه الجماهير إلى ضرورة طلب فعل معين من المسؤولين المُنتخَبين. وهذا أمر غير مُستحَب، لكنه فعال ويُستخدَم على نطاق واسع. وفي العصر الحديث، يُستخدَم هذا المصطلح لرفض ادعاءات المعارضين، مع الإشارة إلى أن هذه البيانات تفتقر إلى الحقيقة، وصدرت لإثارة الانتباه الإعلامي.

## الاستخدام أثناء الحرب الباردة
لعل أكثر الاستخدامات شيوعًا لهذا المصطلح يشير إلى فترة سيئة السمعة أثناء حكم أيزنهاور عندما كانت الوثائق «المُسرَّبة» أسلوبًا يشيع استخدامه بين الفروع المختلفة للقوات العسكرية الأمريكية لمحاولة جمع الأموال لمشروعاتها عندما تفشل التسلسلات القيادية التقليدية في جمع هذه الأموال أو تأمر بوقفها. وعمليًا، أية فكرة - مهما كانت غير مألوفة - كان من الممكن أن تحظى ببعض الدعم عن طريق الادعاء بأن الاتحاد السوفيتي يعمل على تنفيذ مشروع مماثل.
والمثال الأول والأكثر تكلفة على هذا النمط من السلوك فكرة «العجز في قاذفات القنابل» التي لا أساس لها من الصحة. فبعد رؤية أحدث تصميمات السوفيت في عام 1955، اندلعت مناقشات حادة في واشنطن بشأن تطوير السوفيت لمبادرة تهدف لنشر قاذفات القنابل الاستراتيجية، مع إشارة التقديرات إلى أن المئات من هذه القاذفات ستتوفر خلال فترة قصيرة. وأدى ذلك إلى توسع هائل في البرنامج الأمريكي لبناء هذه القاذفات، الأمر الذي أدى إلى إنتاج نحو 2500 قاذفة قنابل نفاثة في النهاية. ورغم عدم الإعلان عن الأمر آنذاك، أجرت المخابرات الأمريكية بالفعل تقديرات واقعية لحجم الأسطول السوفيتي الجوي في مرحلة مبكرة في عام 1956، وجاءت نتيجة هذه التقديرات بأن عدد الطائرات بذلك الأسطول يبلغ حوالي عشرين طائرة. رغم ذلك، كان تكتيك الادعاء بوجود عجز لدى أمريكا قد فرض نفسه بالفعل، ونجح في طرح أي نقد يوجه له باعتباره «ضعيفًا» جانبًا مما أدى إلى ظهور موجة من الادعاءات المشابهة فيما بعد.
من النماذج الشهيرة الأخرى أيضًا الادعاء بأن السوفيت يعملون على طائرة نووية عالمية النطاق. ظهر مقال مزود «بصور مُسرَبة» في عدد ديسمبر 1985 من مجلة أسبوع الملاحة. ووصف ذلك المقال نظامًا مشابهًا على نحو مثير للشك لتصميمات كانت تخضع آنذاك للدراسة من قِبل كبرى شركات الطيران الأمريكية. وسرعان ما تصاعدت المخاوف في واشنطن بشأن «تفوق الروس على الأمريكان بما يعادل ثلاث إلى خمس سنوات في مجال محركات الطائرات الذرية، ومضيهم قدمًا في هذا التفوق في حال لم تضغط الولايات المتحدة بفرض برنامجها الخاص». وفي الواقع، كان المقال بأكمله احتياليًا: والطائرات التي ظهرت في الصور التي صاحبت المقال أوضحت أطراف خارجية بعد ذلك أنها صور لطائرات مياسكيشوف إم-50 التي لم يتم إنتاجها على الإطلاق. والطائرة التي أُثيرت بشأنها الإشاعة كانت نوعًا يعمل بالقوة النووية من قاذفة القنابل توبوليف تو-95 يُسمَى توبوليف تو-119. ونجح هذا الجدال في حصول الجهود الأمريكية على تمويل متواصل لفترة من الوقت تُوِجت بصناعة الطائرة إن بي-36 التجريبية.
من الصور الأخرى للسياسات بالبيانات الصحفية التي ظهرت في تلك الفترة الزمنية المقال الذي نُشِر في مجلة لووك عن الأطباق الطائرة. آنذاك كانت القوات الجوية الأمريكية ومن بعدها الجيش الأمريكي يمولان تطوير طائرة أفروكار بشركة أفرو كندا في تورونتو. واقترح المقال في إصدار 14 يونيو 1955 أن حالات الإبلاغ عن رؤية أطباق طائرة آنذاك ربما يرجع سببها إلى الأطباق الطائرة السوفيتية، وأخذ يصف هذه الأطباق وما تتمتع به من إمكانات. واشتمل المقال على صور عديدة من الواضح أنه حصل عليها من شركة أفرو كندا أو شخص على اتصال بها، مصحوبة بوصف لنظام رقابة مماثل للنظام المستخدم في طائرة أفروكار. وفي النهاية، ثبُت أن ذلك المفهوم غير قابل للتطبيق، وأُلغي مشروع أفروكار في عام 1961. لكن ظل هذا المقال شهيرًا حتى يومنا هذا، إذ لا يزال يُقدَم كنموذج لحملة تضليل حكومية أمريكية تهدف لصرف الانتباه عن الأطباق الطائرة «الحقيقية»، وإن اُختلِف في الهدف النهائي من ذلك بالضبط.

## الاستخدام المعاصر
يشيع استخدام المصطلح حاليًا، خاصة في الولايات المتحدة، في السياسات البيئية، رغم أنه لا يزال يُستخدَم في مناقشات السياسات العسكرية. فوصِفت الادعاءات اللانهائية الداعمة لظاهرتي الاحترار العالمي وتآكل طبقة الأوزون بواسطة كتاب المقالات الافتتاحية، مثل مارك مارتن في كرونيكل ساكرامنتو بورو، ودكتور هيو إلساسير بأنها «سياسات بالبيانات الصحفية». وبالمثل، فإن الإشارة إلى أن العراق متورطة في أحداث الحادي عشر من سبتمبر أو لديها أسلحة دمار شامل، بناءً على أدلة استبعدتها تقارير وكالة الاستخبارات الأمريكية ذاتها، وصفها جون كيري ولو دوبس بأنها «سياسة بالبيانات الصحفية».
ثمة مصطلح مرتبط بهذا المصطلح، وهو الصحة العامة بالبيانات الصحفية، ويُستخدَم عادةً على نحو تهكمي للإشارة إلى الإعلانات الرسمية أو الحملات الإعلامية التي تعطي أفكارًا خاطئة عن نقص التمويل أو الجهود، رغم ظهور هذه الأخبار في مقالات أخرى تحذر من مخاطر من الجهة المضادة (مثل سوء تقييم الصحافة وصانعي السياسات للدراسات السريرية المحدودة).